# Kotowa
Kotowa (ukr. Котова) – osada na Ukrainie, w obwodzie winnickim, w rejonie barskim.